# Gobernación de Sinaí del Sur
La Gobernación de Sinaí del Sur (árabe: جنوب سيناء Muḥāfaẓah Ganūb Sīnāʾ) es una de las veintisiete gobernaciones de la República Árabe de Egipto. Se encuentra situada en el nordeste del país, en la parte sur de la península de Sinaí, lindando con el mar Rojo. Su capital es la ciudad de El Tor. 

## Distritos con población estimada en julio de 2017
- Abū Radīs 16,737
- El Tor 39,113
- Dahab 2942
- Nuwaybi'a 7,280
- Ras Sidr 16,480
- Sānt Kātirīn 4,560
- Sharm ash-Shaykh 13,232
- Shurṭah Ṭābā 718

## Superficie y población
Su territorio se extiende sobre una superficie de 33.140 kilómetros cuadrados. En la gobernación de Sinaí del Sur viven unas 149.335 personas, por lo que la densidad poblacional es de 4,5 habitantes por kilómetro cuadrado.

## Principales ciudades
Entre sus principales ciudades destacan las siguientes:
- El Tor (capital)
- Dahab
- Sharm el-Sheikh
- Taba
- Nuweiba